# Hồ Đơn Dương
Hồ Đơn Dương (còn gọi là hồ Đa Nhim) là hồ chứa của nhà máy thủy điện Đa Nhim tại thị trấn D'Ran, huyện Đơn Dương, tỉnh Lâm Đồng, Việt Nam. Hồ nằm cách trung tâm Đà Lạt gần 40 km về hướng đông, trên đường đi Phan Rang.

## Vị trí địa lý
Hồ Đơn Dương thuộc thị trấn Đran, huyện Đơn Dương. Cách Đà Lạt về hướng Đông 40 km trên đường đi Phan Rang. Diện tích mặt hồ là 9,7km2, cao khoảng 1042m so với mực nước biển. Thời tiết xen lẫn giữa ôn đới và nhiệt đới.. Hồ Đa Nhim là một công trình độc đáo của Đông Nam Á do người Nhật thiết kế.. Gần đó là điểm tham quan du lịch đèo Ngoạn Mục.